# 天秤 (釣り具)
天秤は釣りに使う仕掛けの部品のひとつで、道糸と鉤素（はりす）とおもりを接続し糸のからみを防ぐためのもの。主に投げ釣りで使われる。
大きく針金がL字型に折れるL型と針金がおもりを貫通する直線型に分けられ、L型は更におもり一体型のものとおもりのない交換型に分けられる。
片天秤（固定式）、遊動式（2本の針金の先端にある輪の大きさが異なる）、両天秤、ジェット天秤、海草天秤などの種類がある。また絡みを防ぐためだけでなく、仕掛けを遠くに飛ばす役目や、当たりを伝えやすくする役目、仕掛けが流されにくいようにする役目など様々な用途でも使われる。それぞれ用途や状況によって種類の使い分けが必要である。

## ジェット天秤
連結された2本の針金がおもりを貫通している。おもりの下部でジョイント部分を介してL字型に曲がる。

## 海草天秤
おもりの上部から針金が2本まっすぐに伸びている。そのうち1本をL字型に曲げて使う。似たような仕掛けにロケット天秤などがある。

## スパイク天秤
上記2種とはおもりの形が異なり、ドーナツ形をしている。その名のとおりおもりにスパイク（爪）が付いているために流されにくく、潮が速いときに向いている。